# Vörösfejű ara
A vörösfejű ara (Ara erythrocephala) a madarak osztályának papagájalakúak (Psittaciformes)  rendjébe és a papagájfélék (Psittacidae) családjába tartozó hipotetikus faj.

## Előfordulása
Kizárólag Jamaica szigetén élt, ahol egyike volt a sziget endemikus papagájainak. A természetes élőhelye szubtrópusi vagy trópusi nedves hegyi erdők.

## Megjelenése
A feje vörös, teste fényes zöld, szárnyai és a nagyobb fedőtollak kék színűek voltak. Farka kék, vörös és zöld volt.

## Kihalása
Feltehetően a vadászat okozta a kihalását a 19. század elején. Rokona a szintén kihalt jamaikai ara (Ara gossei).